# Suriname International
Suriname International, voluit het Suriname International Badminton Tournament, ook wel het SI-toernooi genoemd, is een Pan-Amerikaans badmintonevenement dat voor het eerst werd gehouden in 1998 in de Anthony Nesty Sporthal in Paramaribo, Suriname. Het wordt sinds 2008 jaarlijks gehouden en georganiseerd door de Surinaamse Badminton Bond en gesanctioneerd door de Badminton World Federation en de Badminton Pan America. Sinds de coronacrisis in Suriname in 2020 en 2021 is het toernooi niet meer georganiseerd.

## Uitslagen

### 1998Anthony Nesty Sporthal, Paramaribo
| categorie      | winnaar(s)                     | tweede plaats                    | uitslag            |
| -------------- | ------------------------------ | -------------------------------- | ------------------ |
| Heren enkel    | Oscar Brandon                  | Roy Paul jr.                     | 15-13, 12-15, 15-8 |
| Dames enkel    | Denyse Julien                  | Charmaine Reid                   | 11-9, 11-3         |
| Heren dubbel   | Brent Olynyk / Iain Sydie      | Matt Fogarty / Dean Schoppe      | 15-3, 15-2         |
| Dames dubbel   | Denyse Julien / Charmaine Reid | Adrienn Kocsis / Nathalie Haynes | 15-5, 15-4         |
| Gemengd Dubbel | Iain Sydie / Denyse Julien     | Mario Carulla / Adrienn Kocsis   | 15-1, 15-9         |

### 2008Anthony Nesty Sporthal, Paramaribo
| categorie        | winnaar(s)                                | tweede plaats                            | uitslag             |
| ---------------- | ----------------------------------------- | ---------------------------------------- | ------------------- |
| Enkelspel mannen | Virgil Soeroredjo                         | Mitchel Wongsodikromo                    | 21-10, 21-13, 21-10 |
| Dames enkel      | Shari Watson                              | Milangela Plate                          | 21-19, 21-17        |
| Heren dubbel     | Mitchel Wongsodikromo / Virgil Soeroredjo | Dylan Darmohoetomo / Irfan Djabar        | 21-15, 21-15        |
| Dames dubbel     | Nathalie Haynes / Danielle Melchiot       | Crystal Leefmans / Quennie Pawirosentono | 21-13, 21-19        |
| Gemengd Dubbel   | Virgil Soeroredjo / Nathalie Haynes       | Mitchel Wongsodikromo / Jill Sjauw Mook  | 21-16, 21-16        |

### 2009Anthony Nesty Sporthal, Paramaribo
| categorie        | winnaar(s)                                  | tweede plaats                        | uitslag             |
| ---------------- | ------------------------------------------- | ------------------------------------ | ------------------- |
| Enkelspel mannen | Virgil Soeroredjo                           | Daniel Paiola                        | 21-19, 21-13        |
| Dames enkel      | Danielle Melchiot                           | Crystal Leefmans                     | 21-14, 18-21, 21-14 |
| Heren dubbel     | Mitchel Wongsodikromo / Virgil Soeroredjo   | / Oscar Brandon / Raúl Rampersad     | 21-15, 21-16        |
| Dames dubbel     |                                             |                                      |                     |
| Gemengd Dubbel   | Mitchel Wongsodikromo / Priscila Tjitrodipo | Irfan Djabar / Quennie Pawirosentono | 21-16, 21-15        |

### 2010Anthony Nesty Sporthal, Paramaribo
| categorie      | winnaar(s)                              | tweede plaats                               | uitslag      |
| -------------- | --------------------------------------- | ------------------------------------------- | ------------ |
| Heren enkel    | Kevin Cordón                            | Abdul Aditya                                | 23-21, 21-9  |
| Dames enkel    | Cristina Aicardi                        | Alejandra Monteverde                        | 21-19, 21-13 |
| Heren dubbel   | Kevin Cordón / Rodolfo Ramírez          | Mitchel Wongsodikromo / Virgil Soeroredjo   | 21-14, 21-16 |
| Dames dubbel   | Cristina Aicardi / Alejandra Monteverde | Danielle Melchiot / Priscila Tjitrodipo     | 21-9, 21-13  |
| Gemengd Dubbel | Virgil Soeroredjo / Mireille van Daal   | Mitchel Wongsodikromo / Priscila Tjitrodipo | 21-8, 21-10  |

### 2011Anthony Nesty Sporthal, Paramaribo
| categorie        | winnaar(s)                                | tweede plaats                             | uitslag             |
| ---------------- | ----------------------------------------- | ----------------------------------------- | ------------------- |
| Enkelspel mannen | Pedro Martins                             | Michael Lahnsteiner                       | 21-14, 21-16, 21-18 |
| Dames enkel      | Neslihan Yiğit                            | Özge Bayrak                               | 21-16, 23-21        |
| Heren dubbel     | Mitchel Wongsodikromo / Virgil Soeroredjo | Luiz Henrique dos Santos jr. / Alex Tjong | 21-14, 21-17        |
| Dames dubbel     | Özge Bayrak / Neslihan Yiğit              | Crystal Leefmans / Rugshaar Ishaak        | 21-3, 21-7          |
| Gemengd Dubbel   | Hugo Arthuso / Fabiana Silva              | Mitchel Wongsodikromo / Crystal Leefmans  | 22-20, 21-18        |

### 2012Ismay van Wilgen Sporthal, Paramaribo
| categorie                 | winnaar(s)                               | tweede plaats                       | uitslag             |
| ------------------------- | ---------------------------------------- | ----------------------------------- | ------------------- |
| Enkelspel mannen          | Misha Zilberman                          | Osleni Guerrero                     | 16-21, 21-18, 21-11 |
| Dames enkel               | Patty Stolzenbach                        | Crystal Leefmans                    | 21–6, 21–12         |
| Heren dubbel              | Humblers Heymard / Anibal Marroquín      | Dylan Darmohoetomo / Irfan Djabar   | 21–11, 21–16        |
| Damesdubbel (round robin) | Crystal Leefmans / Priscila Tjitrodipo   | Mariama Eastmond / Dionne Forde     | 21–10, 21–11        |
| Gemengd Dubbel            | Mitchel Wongsodikromo / Crystal Leefmans | Rubén Castellanos / Nikte Sotomayor | 21–12, 21–18        |

### 2013Ismay van Wilgen Sporthal, Paramaribo
| categorie        | winnaar(s)                             | tweede plaats                            | uitslag             |
| ---------------- | -------------------------------------- | ---------------------------------------- | ------------------- |
| Enkelspel mannen | Osleni Guerrero                        | Jan Fröhlich                             | 21–11, 21–18        |
| Dames enkel      | Solángel Guzmán                        | Haramara Gaitan                          | 21–19, 20–22, 21–19 |
| Heren dubbel     | Dave Khodabux / Joris van Soerland     | Giovanni Greco / Rosario Maddaloni       | 21–14, 21–18        |
| Dames dubbel     | Crystal Leefmans / Priscila Tjitrodipo | Solángel Guzmán / Virginia Chariandy     | 23–21, 21–16        |
| Gemengd Dubbel   | Dave Khodabux / Elisa Piek             | Mitchel Wongsodikromo / Crystal Leefmans | 21–17, 18–21, 21–19 |

### 2014Ismay van Wilgen Sporthal, Paramaribo
| categorie        | winnaar(s)                           | tweede plaats                        | uitslag             |
| ---------------- | ------------------------------------ | ------------------------------------ | ------------------- |
| Enkelspel mannen | Osleni Guerrero                      | Jan Fröhlich                         | 21–7, gepensioneerd |
| Dames enkel      | Daniela Macías                       | Danica Nishimura                     | 21-16, 21-12        |
| Heren dubbel     | Mario Cuba / Martín del Valle        | Gilmar Jones / Mitchel Wongsodikromo | 21–11, 21–14        |
| Dames dubbel     | Katherine Winder / Luz María Zornoza | Daniela Macías / Danica Nishimura    | 21–13, 21–14        |
| Gemengd Dubbel   | Mario Cuba / Katherine Winder        | Andrés Corpancho / Luz María Zornoza | 21–12, 21–8         |

### 2015Ismay van Wilgen Sporthal, Paramaribo
| categorie        | winnaar(s)                            | tweede plaats                        | uitslag      |
| ---------------- | ------------------------------------- | ------------------------------------ | ------------ |
| Enkelspel mannen | Osleni Guerrero                       | Howard Shu                           | 21-11, 21-16 |
| Dames enkel      | Telma Santos                          | Lohaynny Vicente                     | Geen match   |
| Heren dubbel     | Job Castillo / Lino Muñoz             | Giovanni Greco / Rosario Maddaloni   | Geen match   |
| Dames dubbel     | Haramara Gaitan / Sabrina Solis       | Ana Paula Campos / Fabiana Silva     | Geen match   |
| Gemengd Dubbel   | / Jonathan Persson / Ana Paula Campos | Dylan Darmohoetomo / Jill Sjauw Mook | 21-9, 21-15  |

### 2016Ismay van Wilgen Sporthal, Paramaribo
| categorie        | winnaar(s)                           | tweede plaats                        | uitslag             |
| ---------------- | ------------------------------------ | ------------------------------------ | ------------------- |
| Enkelspel mannen | Misha Zilberman                      | Maxime Moreels                       | 21-14, 12-21, 21-12 |
| Dames enkel      | Solángel Guzmán                      | Tamisha Williams                     | 24-26, 21-12, 21-5  |
| Heren dubbel     | Cory Fanus / Dakeil Thorpe           | Mitchel Wongsodikromo / Alrick Toney | 21-16, 21-12        |
| Dames dubbel     | Solángel Guzmán / Jada Renales       | Sherifa Jameson / Anjali Paragsingh  | 21-11, 21-9         |
| Gemengd Dubbel   | Misha Zilberman / Svetlana Zilberman | Alistair Espinoza / Solángel Guzmán  | 21-14, 21-15        |

### 2017Ismay van Wilgen Sporthal, Paramaribo
| categorie      | winnaar(s)                            | tweede plaats                          | uitslag             |
| -------------- | ------------------------------------- | -------------------------------------- | ------------------- |
| Heren enkel    | Brian Yang                            | Osleni Guerrero                        | 21-12, 21-17, 21-14 |
| Dames enkel    | Tahimara Oropeza                      | Fernanda Saponara                      | 21-19, 21-8         |
| Heren dubbel   | Dennis Coke / Anthony Mcnee           | Gareth Henry / Samuel Ricketts         | 8-21, 21-19, 21-18  |
| Dames dubbel   | Monyata Riviera / Tamisha Williams    | Crystal Leefmans / Priscila Tjitrodipo | 21-17, 21-17        |
| Gemengd Dubbel | Leodannis Martínez / Tahimara Oropeza | Dennis Coke / Katherine Wynter         | 21-16, 21-18        |

### 2018Ring Sport Center, Paramaribo
| categorie        | winnaar(s)                        | tweede plaats                            | uitslag      |
| ---------------- | --------------------------------- | ---------------------------------------- | ------------ |
| Enkelspel mannen | Kevin Cordón                      | Elias Bracke                             | 21-13, 21-15 |
| Dames enkel      | Lianne Tan                        | Daniela Macías                           | 21-10, 21-6  |
| Heren dubbel     | Dennis Coke / Anthony McNee       | Rodolfo Ramírez / Jonathan Solis         | Walkover     |
| Dames dubbel     | Daniela Macías / Danica Nishimura | Nikte Sotomayor / Diana Corleto          | 21-10, 21-12 |
| Gemengd Dubbel   | Cesar Brito / Bermary Polanco     | Mitchel Wongsodikromo / Katherine Wynter | 21-10, 21-16 |

### 2019Ring Sport Center, Paramaribo
| categorie      | winnaar(s)                          | tweede plaats                        | uitslag             |
| -------------- | ----------------------------------- | ------------------------------------ | ------------------- |
| Heren enkel    | Brian Yang                          | Kevin Cordón                         | Walkover            |
| Dames enkel    | Haramara Gaitan                     | Tereza Švábíková                     | 16-21, 21-10, 23-21 |
| Heren dubbel   | Mitchel Wongsodikromo / Danny Chen  | Shae Michael Martin / Gavin Robinson | 21-18, 21-15        |
| Dames dubbel   | Daniela Macías / Danica Nishimura   | Monyata Riviera / Sabrina Scott      | 21-4, 21-7          |
| Gemengd Dubbel | Shae Michael Martin / Sabrina Scott | Gavin Robinson / Monyata Riviera     | 21-15, 21-16        |